# Едом
Едом или Идумеја (хеб. אֱדוֹם, модерни: Edom, тиберијски: ʼĔḏôm, "црвено", акад. Удуми; лат. Idumæa или Idumea) је краљевство које се у гвозденом добу, односно 1. миленијуму п. н. е. налазило на подручју данашњег јужног Јордана и Израела. Подручје краљевства је карактеристично по црвенкастом камењу, по коме је вероватно добило име.

## Едом у хебрејској Билбији
Према Књизи постања Едомци потичу од Исава који је познат и као Едом (Књига постања 25:30, 36:1,9).